# Janoslavice
Janoslavice (německy Schweine) je vesnice, část obce Rohle v okrese Šumperk. Nachází se asi 2 km na jihozápad od Rohle. V roce 2009 zde bylo evidováno 77 adres. V roce 2001 zde trvale žilo 121 obyvatel.
Janoslavice je také název katastrálního území o rozloze 7,4 km2.
Vesnice se až do roku 1904 jmenovala Svinov, přejmenována na počest zdejšího rodáka, řídícího učitele Jana Mikysky.